# Tim Legler
Timothy Eugene „Legs“ Legler (* 26. Dezember 1966 in Washington, D.C.) ist ein US-amerikanischer ehemaliger Basketballspieler, der zwischen 1990 und 1999 in der US-Profiliga NBA spielte.
Legler besuchte die römisch-katholische Privatuniversität La Salle in Philadelphia (Pennsylvania). Dort wurde er „Academic All-American“ und schrieb mit 1699 erzielten Punkten in vier Spielsaisons Geschichte. Legler war einer von 17 Spielern in der Geschichte der Hochschule, die nicht weniger als 1000 Punkte in ihrer Karriere erzielten. Zudem war Legler einer von dreien, die zum „Academic All-American“ nominiert wurden. In der Folge führte Legler La Salle zum Titel des „National Invitation Tournament“ von 1987 im Madison Square Garden. Legler spielte in der US-Profiliga NBA von Anfang 1990 bis Ende 1999. In seiner NBA-Karriere spielte er für die Washington Bullets, Washington Wizards, Phoenix Suns, Denver Nuggets, Utah Jazz, Dallas Mavericks und Golden State Warriors. 1992 spielte er kurzfristig für Limoges CSP. Im Jahr 1996 gewann Legler den Dreipunkte-Wettbewerb des 45. NBA-All-Star-Wochenendes. Seine Karriere wurde wegen einer erneuten Knieverletzung beendet.
Legler erscheint regelmäßig in den Programmen von ESPN NBA-Shootaround, NBA-Fastbreak, NBA-Coast-to-Coast, sowie als Fachberater für SportsCenter und in diversen Sendungen auf ESPN-Radio. Er arbeitet für diesen Kanal seit 2002.